# Prithviraj Kapoor
Prithviraj Kapoor (Uitspraak: Prietvieraadj Kapoer) (Samundri, 3 november 1906 – Bombay, 29 mei 1971) was een Indiaas acteur die voornamelijk in Hindi films speelde. Hij werd in 1969 door de Indiase regering onderscheiden met de Padma Bhushan voor zijn bijdrage aan de Indiase filmindustrie.

## Biografie
Kapoor was en een van de pioniers van de Indiase filmindustrie. Zijn vader Basheshwarnath Kapoor was de eerste Kapoor in de Kapoor familie die in een film te zien was, in een rol als rechter in zijn kleinzoon Raj Kapoor's film Awaara (1951).
Prithviraj Kapoor begon zijn acteercarrière in de theaters van Lyallpur en Pesjawar. In 1928 verhuisde hij naar Bombay met een lening van een tante. Daar trad hij toe tot de Imperial Films Company en begon met acteren in kleine rollen in films. In 1928 maakte hij zijn acteerdebuut als figurant in zijn eerste film, Be Dhari Talwar. Hij speelde de hoofdrol in zijn derde film, Cinema Girl.

Na in negen stomme films te hebben gespeeld speelde Kapoor een ondersteunende rol in India's eerste geluidsfilm, Alam Ara (1931). Zijn optreden in Vidyapati (1937) werd zeer gewaardeerd. Zijn bekendste optreden is misschien wel als Alexander de Grote in Sikandar (1941). Hij trad ook toe tot de Grant Anderson Theatre Company, een Engels theatergezelschap dat een jaar in Bombay bleef. Door de jaren heen bleef Kapoor toegewijd aan het theater en trad regelmatig op op het podium. Hij ontwikkelde een reputatie als een zeer fijne en veelzijdige acteur, zowel op het toneel als op het scherm.
In 1944 richtte hij Prithvi Theatre op dat in zijn zestien jarig bestaan 2662 voorstellingen gaf. Naarmate films populairder werden, genereerde het theater minder inkomsten. Zijn zoon Shashi Kapoor en schoondochter Jennifer Kendal gingen een samenwerking aan met de Indian Shakespeare theatre company om het bestaan van Prithvi Theatre voort te zetten. Het stokje werd overgedragen aan hun dochter Sanjana Kapoor en zoon Kunal Kapoor, in 2012 stapte Sanjana eruit.
In latere jaren was Kapoor te zien in Mughal-e-Azam (1960), waar hij zijn meest memorabele optreden gaf als de keizer Akbar de Grote, Harishchandra Taramati (1963), waarin hij de hoofdrol speelde, een onvergetelijke uitvoering als koning Porus in Sikandar-e -Azam (1965), en de stentoriaanse grootvader in Kal Aaj Aur Kal (1971), waarin hij verscheen met zijn zoon Raj Kapoor en kleinzoon Randhir Kapoor. Kapoor speelde ook in de legendarische religieuze Punjabi film Nanak Nam Jahaz Hai (1969) en Kannada film Sakshatkara (1971).
Kapoor overleed op 29 mei 1971 aan kanker.

## Privéleven
Kapoor huwde in 1923 op zeventien jarige leeftijd de vijftien jarige Ramsarni Mehra, een jaar later werd hun zoon Raj Kapoor geboren. Voor het stel naar Bombay verhuisde in 1927 hadden ze drie kinderen, twee daarvan kwamen in kort tijdsbestek te overlijden in 1930. Het stel kreeg nog drie kinderen, waaronder acteurs Shammi Kapoor en Shashi Kapoor. Wat Prithviraj Kapoor de grootvader maakt van acteurs Randhir Kapoor, Rishi Kapoor, Rajiv Kapoor, Aditya Raj Kapoor, Karan Kapoor, Kunal Kapoor en Sanjana Kapoor. En dus de overgrootvader van acteurs Karishma Kapoor, Kareena Kapoor, Ranbir Kapoor, Armaan Jain en Zahan Kapoor. Ook is filmproducent Surinder Kapoor zijn neef, wiens zonen Boney Kapoor, Anil Kapoor en Sanjay Kapoor zijn.

## Filmografie
| Jaar | Film                          | Rol                              |
| ---- | ----------------------------- | -------------------------------- |
| 1929 | Be Dhari Talwar               |                                  |
| 1930 | Sher-e-Arab                   |                                  |
| 1930 | Prince Vijaykumar             |                                  |
| 1930 | Cinema Girl                   |                                  |
| 1931 | Alam Ara                      | Adil                             |
| 1931 | Draupadi                      | Arjuna                           |
| 1931 | Blood Feud                    |                                  |
| 1932 | Dagabaz Ashak                 |                                  |
| 1933 | Ramayan                       |                                  |
| 1933 | Rajrani Meera                 | Rana Kumbh                       |
| 1934 | Seeta                         | Ram                              |
| 1934 | Daku Mansur                   |                                  |
| 1935 | Inquilab                      |                                  |
| 1936 | Manzil                        | Suresh                           |
| 1937 | President                     | Dewan                            |
| 1937 | Milaap                        |                                  |
| 1937 | Bidyapati                     | koning Shiva Singha              |
| 1937 | Anath Ashram                  | Ranjit                           |
| 1938 | Dharti Mata                   |                                  |
| 1938 | Abhagin                       | Promode                          |
| 1939 | Sapera                        |                                  |
| 1939 | Adhuri Kahani                 | Somnath                          |
| 1940 | Sajni                         |                                  |
| 1940 | Pagal                         | Dr. Vasant                       |
| 1940 | Dipak Mahal                   |                                  |
| 1940 | Deepak                        |                                  |
| 1940 | Chingari                      |                                  |
| 1940 | Aaj Ka Hindustan              |                                  |
| 1941 | The Court Dancer: Raj Narkati | prins Chandrakriti               |
| 1941 | Sikandar                      | Alexander de Grote               |
| 1942 | Chauranghee                   |                                  |
| 1942 | Ek Raat                       |                                  |
| 1943 | Vish Kanya                    |                                  |
| 1943 | Ishara                        |                                  |
| 1943 | Gauri                         |                                  |
| 1943 | Bhalai                        |                                  |
| 1943 | Aankh Ki Sharm                |                                  |
| 1944 | Maharathi Karna               | Karna                            |
| 1945 | Vikramaditya                  | Vikramaditya                     |
| 1945 | Shri Krishn Arjun Yuddha      |                                  |
| 1945 | Phool                         |                                  |
| 1945 | Devdasi                       |                                  |
| 1946 | Valmiki                       |                                  |
| 1946 | Prithviraj Samyogita          |                                  |
| 1948 | Azadi Ki Raah Par             |                                  |
| 1950 | Dahej                         | Thakur                           |
| 1951 | Awaara                        | rechter Raghunath                |
| 1952 | Insaan                        |                                  |
| 1952 | Chhatrapati Shivaji           | Raja Jaisingh                    |
| 1952 | Anand Math                    | Satyananda                       |
| 1953 | Aag Ka Dariya                 |                                  |
| 1954 | Ehsan                         |                                  |
| 1957 | Pardesi                       | Mehmud Gawan                     |
| 1957 | Paisa                         |                                  |
| 1958 | Lajwanti                      |                                  |
| 1960 | Mughal-E-Azam                 | Akbar de Grote                   |
| 1961 | Senapati                      | Senapati                         |
| 1963 | Pyaar Kiya To Darna Kya       | Kunwar Saheb                     |
| 1963 | Harishchandra Taramati        | koning Harishchandra             |
| 1964 | Rajkumar                      | Maharaja                         |
| 1964 | Zindagi                       | Rai Bahadur Gangasaran           |
| 1964 | Jahan Ara                     | Shah Jahan                       |
| 1964 | Gazal                         | Nawab Bakar Ali Khan             |
| 1965 | Janwar                        | Mr. Srivastava                   |
| 1965 | Sikandar E Azam               | Porus                            |
| 1965 | Shree Ram Bharat Milan        | Raja Dashrath                    |
| 1965 | Lootera                       | Shah Zaman                       |
| 1965 | Khakaan                       |                                  |
| 1965 | Jahan Sati Wahan Bhagwan      | Maharaja Karamdham               |
| 1965 | Aasmaan Mahal                 | Asmaan                           |
| 1966 | Sher E Afghan                 |                                  |
| 1966 | Shankar Khan                  | Safdar Khan                      |
| 1966 | Yeh Raat Phir Na Aaygi        | professor                        |
| 1966 | Love and Murder               | agent                            |
| 1966 | Lal Bangla                    | agent                            |
| 1966 | Insaaf                        | rechter                          |
| 1966 | Daku Mangal Singh             |                                  |
| 1967 | Shamsheer                     |                                  |
| 1967 | Rustom Sohrab                 | Rustom Zabuli                    |
| 1968 | Teen Bahuraniyan              | Dinanath                         |
| 1968 | Balram Shri Krishna           |                                  |
| 1969 | Nai Zindagi                   |                                  |
| 1969 | Sati Sulochana                | Param Shivbhakt Lankeshwar Ravan |
| 1969 | Nanak Naam Jahaz Hai          | Gurmukh Singh                    |
| 1969 | Insaf Ka Mandir               | rechter                          |
| 1969 | Bombay by Nite                | Lalaji                           |
| 1970 | Nanak Dukhiya Sub Sansar      | Giani                            |
| 1970 | Heer Raanjha                  | koning                           |
| 1970 | Gunah Aur Kanoon              | Jamnadas                         |
| 1970 | Ek Nanhi Munni Ladki Thi      |                                  |
| 1971 | Sher E Watan                  | Baadshah Hanibaal                |
| 1971 | Padosi                        |                                  |
| 1971 | Kal Aaj Aur Kal               | Diwan Bahadur Kapoor             |
| 1971 | Sakshatkara                   | Bhoopalayya                      |
| 1972 | Naag Panchami                 | Maharaj Chandradhar              |
| 1972 | Baankelal                     |                                  |
| 1972 | Mele Mitran De                |                                  |
| 1973 | Naya Nasha                    | Rana                             |